# Bremen (ätt)
Bremen eller von Bremen är en av Estlands äldsta adelsätter och fortlever ännu i detta land.
Ätten Bremen kommer ursprungligen från staden Bremen i Tyskland. Den äldsta kända medlemmen är Nicolaus de Bremæ som 1205 omtalades i nämnda stad samt 1218 i Livland.
Andra medlemmar av ätten flyttade under 1200-talets mitt till Estland, kom där i dansk tjänst, och erhöll gods av den danska kronan.
Under 1500-talets början delade sig ätten i tre grenar vilka skrev sig till Lechts (fortlever), Engdes-Ottenküll (utslocknad 1645) och Maidel (utslocknad omkring 1619).
Bröderna Thuve (1604-1645) och Jakob B. (1620-1645) var söner till ståthållaren på Reval, Ewert B. (1573-1645). Den förstnämnda av sönerna deltog i Gustav II Adolfs fälttåg i Polen, där han sårades, och senare i Tyskland där han blev  överste och chef över Kalmar regemente år 1639, efter den 1638 i fångenskap döda generalmajoren David Drummond. Vid Jakob B:s död den 25 mars 1645 utslocknade grenen Egdes-Ottenküll på manssidan.